# John Tolley Hood Worthington
John Tolley Hood Worthington (ur. 1 listopada 1788, zm. 27 kwietnia 1849) – amerykański polityk.
W dwóch różnych okresach był przedstawicielem stanu Maryland w Izbie Reprezentantów Stanów Zjednoczonych. Najpierw w latach 1831–1833 przez jedną kadencję Kongresu Stanów Zjednoczonych był przedstawicielem piątego okręgu wyborczego w Maryland. Później, w latach 1837–1841 przez dwie kadencje Kongresu był przedstawicielem trzeciego okręgu wyborczego w tym stanie.